# Deltochilum icaroides
Deltochilum icaroides är en skalbaggsart som beskrevs av Vladimir Balthasar 1939. Deltochilum icaroides ingår i släktet Deltochilum och familjen bladhorningar. Inga underarter finns listade i Catalogue of Life.